# Dearborn
För andra betydelser, se Dearborn (olika betydelser).
Dearborn är en stad i den amerikanska delstaten Michigan med en yta av 63,3 kvadratkilometer och en befolkning, som uppgår till cirka 97 000 invånare (2000). Staden är bostadsort för den största bosättningen av amerikaner med arabiskt ursprung, 41,7 procent av stadens befolkning har arabiskt ursprung.
Staden är belägen i den sydöstligaste delen av delstaten och ingår i storstadsområdet Metro Detroit, som är det åttonde största[källa behövs] i USA med cirka 5,5 miljoner invånare.
I Dearborn finns Ford Rouge Plant, som Henry Ford byggde upp för att tillverka delar till T-Fordarna och den blev senare också platsen för tillverkning av Ford Mustang. Fabriken tillverkar idag Fords F150-modell. I Dearborn finns Ford Motor Companys globala huvudkontor för hela världen och där finns också Henry Fords egendom – Fair Lane, som numera ägs av staten och används dels som ett historiskt minnesmärke, dels som en del av det campus, som tillhör University of Michigan, Dearborn.